# 秋月文種
秋月文种（1512年—1557年8月6日）是日本戰国時代的武将。秋月氏15代当主。筑前国古處山城主。毛利氏崛起後，秋月文种與毛利元就一起对抗大友氏，結果导致秋月氏一度被大友氏消滅。